# Rai Isoradio
Rai Isoradio (также известна как Isoradio) — итальянская радиовещательная компания.

## История и деятельность
В 1985 году была полностью отменена монополия RAI, и был запущен ряд дочерних вещательных компаний, в числе которых была радиостанция Rai Isoradio (основана 23 декабря 1989 года).
Вещает круглосуточно на значительной части итальянской сети автомагистралей на частоте на FM 103,3 (иногда в некоторых городах с другой частотой).
До 21 июля 2018 года это была единственная общенациональная радиостанция без рекламы, но со следующего дня Isoradio транслирует рекламные ролики. Включение рекламы в программы позволяет радиостанции увеличивать доходы, которые она частично использует для увеличения покрытия территории, таким образом, чтобы довести её до 100 % всей сети итальянских автомагистралей. На сегодняшний день именно Isoradio транслирует большинство новостей дорожного движения на национальном уровне.
Первым директором компании в период с 1989 по 2001 год был Фабрицио Центамори (Fabrizio Centamori). С 30 октября 2020 года Rai Isoradio возглавляет Анжела Мариелла (Angela Mariella).